# Multiplexació per divisió de temps

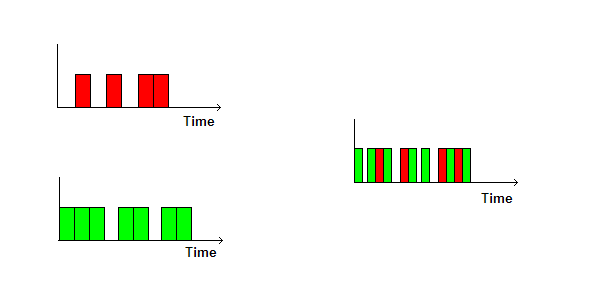
Esquema per a la multiplexació per divisió temporal.

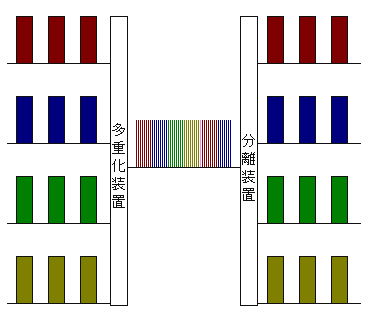
Aquesta és la figura que explica Time Division Multiplex.

La multiplexació per divisió temporal (TDM) és un mètode de transmissió i recepció de senyals independents a través d'un camí de senyal comú mitjançant interruptors sincronitzats a cada extrem de la línia de transmissió de manera que cada senyal apareix a la línia només una fracció de temps en un patró alternatiu. . Aquest mètode transmet dos o més senyals digitals o senyals analògics per un canal comú. Es pot utilitzar quan la velocitat de bits del mitjà de transmissió supera la del senyal a transmetre. Aquesta forma de multiplexació de senyals es va desenvolupar en telecomunicacions per a sistemes de telegrafia a finals del segle xix, però va trobar la seva aplicació més habitual en la telefonia digital a la segona meitat del segle xx.

## Història
La multiplexació per divisió de temps es va desenvolupar per primera vegada per a aplicacions en telegrafia per encaminar múltiples transmissions simultàniament a través d'una única línia de transmissió. A la dècada de 1870, Émile Baudot va desenvolupar un sistema de multiplexació temporal de múltiples màquines telègrafes Hughes.
El 1944, l'exèrcit britànic va utilitzar el Wireless Set No. 10 per multiplexar 10 converses telefòniques a través d'un relé de microones fins a 50 milles. Això va permetre als comandants de camp mantenir-se en contacte amb l'estat major a Anglaterra a través del Canal de la Mànega.

## Tecnologia
La multiplexació per divisió de temps s'utilitza principalment per a senyals digitals, però es pot aplicar a la multiplexació analògica en la qual es transfereixen dos o més senyals o fluxos de bits que apareixen simultàniament com a subcanals en un canal de comunicació, però físicament es tornen al canal. El domini temporal es divideix en diverses franges de temps recurrents de durada fixa, una per a cada subcanal. Un byte de mostra o bloc de dades del subcanal 1 es transmet durant la franja horària 1, el subcanal 2 durant la franja horària 2, etc. Una trama TDM consta d'un interval de temps per subcanal més un canal de sincronització i, de vegades, un canal de correcció d'errors abans de la sincronització. Després de l'últim subcanal, correcció d'errors i sincronització, el cicle comença de nou amb una nova trama, començant amb la segona mostra, byte o bloc de dades del subcanal 1, etc.

## Exemples d'aplicació
- El sistema de jerarquia digital plesiòcrona (PDH), també conegut com a sistema PCM, per a la transmissió digital de diverses trucades telefòniques a través del mateix cable de coure de quatre fils (portador T o portador E) o cable de fibra a la xarxa telefònica digital commutada de circuit.
- Els estàndards de transmissió de xarxa de jerarquia digital síncrona (SDH)/xarxes òptiques síncrones (SONET) que han substituït a PDH.
- La interfície de tarifa bàsica i la interfície de tarifa primària per a la xarxa digital de serveis integrats (RDSI).
- L'estàndard d'àudio RIFF (WAV) intercala senyals estèreo esquerre i dret per mostra.

El TDM es pot estendre encara més a l'esquema d'accés múltiple per divisió temporal (TDMA), on es poden comunicar diverses estacions connectades al mateix mitjà físic, per exemple compartint el mateix canal de freqüència. Els exemples d'aplicació inclouen:
- El sistema telefònic GSM.
- Els enllaços de dades tàctiques Enllaç 16 i Enllaç 22.